# Wiktor Kozłow
Wiktor Nikołajewicz Kozłow, ros. Виктор Николаевич Козлов (ur. 14 lutego 1975 w Togliatti) – rosyjski hokeista, reprezentant Rosji, dwukrotny olimpijczyk. Trener hokejowy.

## Kariera zawodnicza

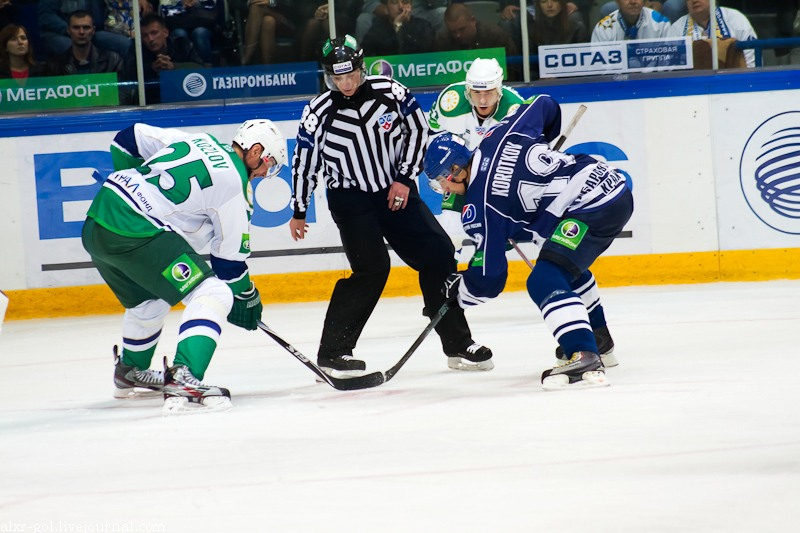
Wiktor Kozłow (z lewej) w barwach Saławatu Jułajew Ufa (2011)

- Łada Togliatti (1990-1992)
- Dinamo Moskwa (1992-1994)
- San Jose Sharks (1994)
- Kansas City Blades (1994-1995)
- San Jose Sharks (1995-1997)
- Florida Panthers (1997-2004)
- New Jersey Devils (2004)
- Łada Togliatti (2004-2005)
- New Jersey Devils (2005-2006)
- New York Islanders (2006-2007)
- Washington Capitals (2007-2009)
- Saławat Jułajew Ufa (2009-2012)
- Łokomotiw Jarosław (2012-2013)
- CSKA Moskwa (2013-2014)
- Awtomobilist Jekaterynburg (2014-2015)

Wychowanek Łady Togliatti. Został wybrany w 1993 w pierwszej rundzie draftu z szóstego miejsca przez San Jose Sharks z Dinama Moskwa. Podczas lockoutu wrócił do Rosji do swojego macierzystego klubu Łady Togliatti. Łącznie w lidze NHL rozegrał 14 sezonów. W 2009 powrócił na stałe do Rosji i do 2012 był zawodnikiem klubu Saławat Jułajew Ufa, w tym kapitanem w mistrzowskim dla zespołu sezonie 2010/2011. Od maja 2012 do stycznia 2013 roku zawodnik Łokomotiwu Jarosław. Od stycznia 2013 gracz CSKA Moskwa. W sezonie KHL (2013/2014) nie rozegrał żadnego meczu. W maju 2014 ogłosił zakończenie kariery zawodniczej i zamiar podjęcia pracy trenera. Pomimo tego w czerwcu 2014 podpisał kontrakt z klubem Awtomobilist Jekaterynburg. Odszedł z klubu z końcem kwietnia 2015.
Uczestniczył w turniejach mistrzostw świata 1996, 1998, 2000, 2005, 2010, zimowych igrzysk olimpijskich 2006, 2010 oraz Pucharu Świata 2004.

## Kariera trenerska
- Mietałłurg Magnitogorsk (2015-2017), asystent trenera
- Mietałłurg Magnitogorsk (2017-2018), główny trener
- Mietałłurg Magnitogorsk (2018-2020), asystent trenera
- Saławat Jułajew Ufa (2020-2022), asystent trenera
- Saławat Jułajew Ufa (2022-), główny trener

Od 19 października 2015 asystent trenera Mietałłurga Magnitogorsk. Od początku listopada 2017 był p.o. głównego trenera Mietałłurga, a pod koniec grudnia tego roku został zatwierdzony na tym stanowisku. W kwietniu 2020 wszedł do sztabu trenerskiego Saławatu Jułajew Ufa. 1 maja 2022 ogłoszono, że został mianowany nowym szkoleniowcem Saławata.

## Sukcesy
Reprezentacyjne
- Brązowy medal mistrzostw świata: 2005
- Srebrny medal mistrzostw świata: 2010

Klubowe
- Złoty medal mistrzostw Rosji: 1993 z Dinamem Moskwa, 2011 z Saławatem Jułajew Ufa
- Mistrzostwo dywizji NHL: 2006 z New Jersey Devils, 2008, 2009 z Washington Capitals
- Brązowy medal mistrzostw Rosji: 2010 z Saławatem Jułajew Ufa
- Puchar Kontynentu: 2010 z Saławatem Jułajew Ufa
- Puchar Gagarina: 2011 z Saławatem Jułajew Ufa
- Puchar Otwarcia: 2011 z Saławatem Jułajew Ufa

Indywidualne
- Mistrzostwa Europy juniorów do lat 18 w hokeju na lodzie 1993: skład gwiazd turnieju[10]
- Superliga rosyjska w hokeju na lodzie (2004/2005): Złoty Kask (przyznawany sześciu zawodnikom wybranym do składu gwiazd sezonu)

Szkoleniowe
- Puchar Gagarina – mistrzostwo KHL: 2016 z Mietałłurgiem Magnitogorsk